# Університетська лікарня Мартіна
Університетська лікарня Мартіна (словац. Univerzitná nemocnica Martin   , скорочено - UNM ) — словацька державна університетська лікарня, розташована в муніципалітеті Мартін, у повіті Жиліна, на північному сході від столиці Словаччини Братислави. Це навчальна лікарня, і це головна університетська лікарня, пов’язана з Медичною школою Єссенія. У лікарні працює понад 1700 працівників. Університетська лікарня Мартіна має 900 ліжок, включаючи всі сектори.

## Історія
Давно відомий своїми цілющими термальними джерелами регіон Турієк (нім. Turz) має історію як місце призначення для людей з різними захворюваннями. Король Угорщини Ладислав IV писав про його цілющу дію в 1281 році, як це робив король Сигізмунд Люксембурзький у 1423 році. У 1532 р. Йоханнес Барб'єр з Мошовце став першим постійним лікарем, який оселився тут, а згодом у 1680 р. єзуїти створили на цьому місці монастирську аптеку. 

### 1888-1945: Війна та епідемії
Нинішня лікарня, однак, була закінчена лише в 1888 році; після тривалого процесу операції розпочалися лише в 1889 році. Лікарня страждала від хронічної нестачі кваліфікованих лікарів, і ліжка були дефіцитними, проте протягом декількох років понад 200 пацієнтів на рік лікувалися там, більшість із яких страждали на захворювання легенів та кишечника. У 1892 році в регіоні вразила епідемія холери, що разом із періодичними спалахами туберкульозу забезпечило необхідність побудови нових палат для хворих на інфекційні захворювання.
Під час Першої світової війни лікарню Мартіна перетворили на допоміжну армійську лікарню і використовували для лікування поранених солдатів. По мірі того, як війна прогресувала, а кількість пацієнтів збільшувалась, лікарня швидко розширювалась для їх розміщення. Після війни, зі збільшенням кількості населення, лікарню знову потрібно було розширювати, і в 1923 році був побудований новий хірургічний корпус. Однак, оскільки ліжок все ще було недостатньо, влада вдалася до придбання сусідніх приватних житлових будинків, щоб зменшити дефіцит. У 1934 р. було закінчено гінекологічне відділення.
У роки Другої світової війни лікарня знову використовувалася як військовий госпіталь, а також будувалося як дитяче,  і отоларингологічне відділення, і, незважаючи на необхідність звільняти всіх чеських та єврейських лікарів, вона залишалася на службі протягом усіх військових років. 

### 1945-по теперішній час
В результаті війни лікарня в Мартіні зазнала серйозних збитків. Наслідки боїв зробили своє, і будівлі потребували значного структурного ремонту. Також стало необхідним заповнити відсутність медичного та технічного матеріалу. Д-р Ян Лонгауер став новим менеджером, і справа почала покращуватися. Прибуло нове покоління лікарів, які сприяли зростанню професійного та соціального престижу. Одним з таких лікарів був доктор Володимир Галанда, який у Турієці розробив високий рівень медичної допомоги дітям. Іншим був батько сучасної чехословацької кардіохірургії Павол Штайнер, який провів у Мартіні першу відкриту кардіохірургічну операцію в Словаччині.  До 1960-х років вона стала навчальною лікарнею, що обслуговує студентів-медиків Медичної школи Єссенія, яка також знаходиться в Мартіні, і постійно додавались нові кафедри.

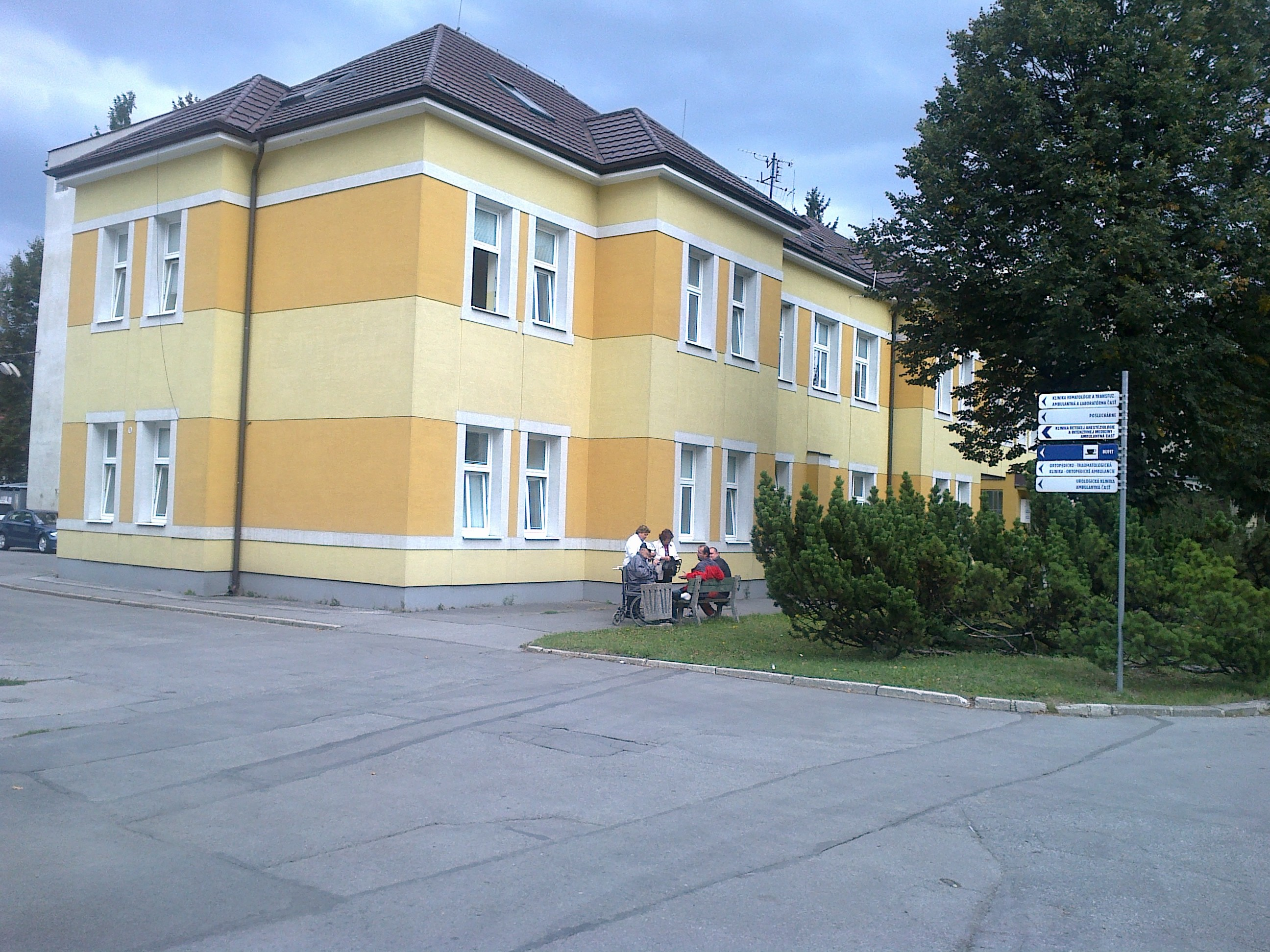
Кафедра стоматології

У 1992 році було створено кілька відділень, включаючи окремий відділ новонароджених, відділ тропічних хвороб, відділ гастроентерології, відділ паразитології та відділення клінічної онкології. Через рік клініка вуха-носа-горла змінила свою назву на Відділення оториноларингології, оскільки вона вже не входила до складу хірургічної клініки відділення дитячої хірургії та нейрохірургії. Клініка шкіри була перейменована в Департамент дерматології та Жіночу клініку гінекології та акушерства. Відділення анестезіології та реанімації стало відділенням анестезіології та інтенсивної терапії в 1996 році.
На початку 2002 року відбулися зміни у навчанні основної медицини. Центри для навчання студентів-медиків з дитячої хірургії, спортивної медицини, новонароджених та кафедри клінічної біохімії стали окремими клініками. За ці роки лікарня була ретельно модернізована, включаючи нове хірургічне відділення, завершене в 2011 році.  У вересні 2012 року офтальмологічна клініка виконала першу в Словаччині імплантацію внутрішньоочних кришталиків, вилікувавши двох пацієнтів з катарактою.  У липні 2010 року лікарня змінила свою назву з лікарні Мартін на теперішню назву - Університетська лікарня Мартіна. 